# Nguyễn Hữu Thận
Nguyễn Hữu Thận (chữ Hán: 阮有慎; 01 tháng 3, 1757- 12 tháng 8, 1831), tự Chân Nguyên, hiệu Ý Trai (hoặc Ức Trai, chữ Hán: 意齋); là nhà toán học và nhà thiên văn học, đại thần trải hai triều: nhà Tây Sơn và nhà Nguyễn trong lịch sử Việt Nam.

## Thân thế và sự nghiệp
Theo Phổ hệ họ Nguyễn Hữu (trước là Nguyễn Phú), Nguyễn Hữu Thận sinh vào tháng 3 năm Đinh Sửu (tức tháng 4 năm 1757, đời chúa Nguyễn Phúc Khoát) tại làng Đại Hòa, tổng An Dã, huyện Hải Lăng, phủ Triệu Phong, tỉnh Quảng Trị (nay thuộc xã Triệu Đại, huyện Triệu Phong, tỉnh Quảng Trị).
Cha ông là Nguyễn Phú Điêu, làm Huấn đạo (chức quan phụ trách việc học hành ở cấp huyện) nhà Hậu Lê, nhưng lại là người thích nghiên cứu về lịch. Sau, niềm mê say này được truyền sang Nguyễn Hữu Thận.
Tháng 5 (âm lịch) năm Bính Ngọ (1786), quân Tây Sơn do tướng Nguyễn Huệ chỉ huy, đánh đuổi quân Trịnh ra khỏi Phú Xuân. Sau đó, Nguyễn Hữu Thận ra làm quan cho nhà Tây Sơn, rồi được cử vào Quy Nhơn. Làm quan ở đó được 9 năm, ông được triệu về làm ở Phú Xuân, dần thăng lên chức Hữu thị lang bộ Hộ.
Tháng 5 (âm lịch) năm Tân Dậu (1801), chúa Nguyễn Phúc Ánh (sau lên ngôi là Gia Long) mang binh thuyền đánh chiếm Phú Xuân. Cũng như nhiều viên khác của triều Tây Sơn, ông phải ra "hiệu thuận", tức là thuận theo triều đại mới và làm việc hết sức để chuộc lỗi . Ban đầu được bổ làm Chế cáo ở Viện Hàn lâm, rồi Thiêm sự ở bộ Lại và Cai bạ Quảng Nghĩa (Quảng Ngãi ngày nay).
Đầu năm Kỷ Tỵ (1809), ông được điều động về kinh làm Tham tri bộ Lại. Tháng 3 (âm lịch) năm đó, ông được cử làm Chánh sứ để cùng với hai Phó sứ là Lê Đắc Tân và Ngô Thì Vị sang Thanh (Trung Quốc) dâng hai lễ cống của năm Đinh Mão (1807) và năm Kỷ Tỵ (1809). Thời gian ở Yên Kinh (Bắc Kinh ngày nay), ông chịu khó học hỏi và tìm mua được nhiều sách quý về lịch số và toán học.
Tháng 4 (âm lịch) năm Canh Ngọ (1810), ông trở về nước, dâng lên vua Gia Long quyển Đại lịch tượng khảo thành thơ do ông tìm được ở Trung Quốc và tấu rằng: "Lịch vạn toàn nước ta và sách Đại Thanh thời hiến bên Tàu, đều theo lịch Đại Thống nhà Minh, hơn 300 năm chưa hề sửa lại, càng lâu lại càng sai lắm. Đời Khương Hy nước Tàu, mới tham dùng phép lịch Thái Tây, làm ra quyển lịch này, mà sách này suy xét góc độ số tinh tường hơn sách Đại Thống, phép tam tuyến bát giác lại tinh xảo lắm. Xin giao học trò Khâm thiên giám theo lịch này để khảo cứu làm phép lịch, thời biết đúng độ số trời mà nhằm tiết hậu". Ngài (vua Gia Long) cho là phải . Sau đó, ông được chuyển qua làm Tham tri bộ Hộ.
Tháng Giêng năm Nhâm Thân (1812), cho ông kiêm quản việc tòa Khâm thiên giám. Năm Bính Tý 1816, ông được điều ông ra làm Hộ tào Bắc Thành, ít lâu lại trở về triều làm Thượng thư bộ Lại, nên được người dân gọi là "ông Thượng Đại Hòa".
Năm Canh Thìn (1820), Minh Mạng lên ngôi, đổi ông làm Thượng thư bộ Hộ. Tháng 5 (âm lịch) năm đó, nhà vua sai ông lựa người nào học hạnh thuần cẩn, sung làm Hoàng tử trực học để dạy các hoàng tử. Trương Đăng Quế, Doãn Văn Xuân và Ngô Hữu Vĩ liền được ông cử lên và được dùng .
Năm Nhâm Ngọ (1822), lại cho ông kiêm quản Khâm thiên giám, và làm chủ nhiệm sách Vạn niên thư theo cách thức của triều Thanh. 
Ngày 5 tháng 7 (âm lịch) năm Tân Mão (12 tháng 8 năm 1831), Nguyễn Hữu Thận mất, thọ 74 tuổi.

## Tác phẩm
Tác phẩm chính của ông:
- Ý Trai toán pháp nhất đắc lục, (意齋算法一得錄, một điều tâm đắc về toán pháp của Ý Trai) gồm 8 quyển, soạn xong năm 1829.
- Bách ty chức chế, nói về nhiệm vụ và thể chế các ty các sở của triều Nguyễn, biên tập chung với nhiều người.
- Tam thiên tự lịch đại văn chú (三千字歷代文註, Ba nghìn chữ chú giải văn chương [các đời của Trung Quốc.]
- Minh Mệnh Công Văn (明命公文).

## Đóng góp về Toán học
Nguyễn Hữu Thận không chỉ am tường về thiên văn mà còn cả toán pháp. Suốt thời gian làm quan dù bận việc triều chính ông vẫn chú tâm nghiên cứu toán thuật. Sau khi về hưu, năm 1829, ở tuổi 72 ông hoàn tất bộ  Ý Trai toán pháp nhất đắc lục. Theo một số nhà nghiên cứu, bộ toán thư của Nguyễn Hữu Thận gồm 8 quyển (chương): 
- Quyển 1: Bảng số 81 ô (9x9), khảo về việc đo lường, cân
- Quyển 2: Phép phương điền (đo diện tích ruộng đất)
- Quyển 3: Phép sai phân (tính sai số)
- Quyển 4: Phép khai bình phương (tìm căn bậc hai)
- Quyển 5: Phép câu cổ (cách tính theo tương quan giữa các cạnh bên với cạnh huyền của tam giác vuông)
- Quyển 6: Phương, viên, tà, giác, biên tuyến, diện thể (tính chu vi, diện tích các hình)
- Quyển 7: Giải 47 bài toán minh hoạ, liên quan đến phép phương trình (đại số học), và các nghiên cứu ma phương.
- Quyển 8: Phép lập phương (tìm thể tích và căn bậc 3).

Lý thuyết ma phương trước đó được nhiều nhà toán học trên thế giới nghiên cứu; nhưng ở Việt cho đến lúc bấy giờ thi hoàn toàn lạ lẫm. Nguyễn Hữu Thận đã bước vào thế giới bí ẩn của những con số và khám phá được mối liên hệ giữa chúng, như đánh giá của Giáo sư Hoàng Xuân Hãn: "Lần đầu tiên một nhà toán học Việt là ông bàn tới ma phương". Không chỉ bàn tới mà Nguyễn Hữu Thận còn đi xa hơn một bước là lập những ma phương số ô chẵn, vốn phức tạp hơn; trong khi các nhà toán học nổi tiếng trước đó ở Á, Âu phần nhiều là xây dựng ma phương với ô số lẻ.

## Khen ngợi, ghi công
Sử nhà Nguyễn là Quốc triều sử toát yếu đã khen ông rằng: 
(Nguyễn Hữu) Thận tinh thiên văn và lịch học, lúc sang sứ Tàu, học được phép làm lịch lại càng thêm tinh. Ngài (Gia Long) thường bàn thiên văn với Thận, khen lắm .
Ghi nhận công lao Nguyễn Hữu Thận, tên ông được dùng để đặt tên một con đường ở Quận 5, Thành phố Hồ Chí Minh; và một trường Trung học phổ thông ở xã Triệu Đại, huyện Triệu Phong, tỉnh Quảng Trị.

## Sách tham khảo
- Quốc sử quán triều Nguyễn, Quốc triều sử toát yếu (bản dịch). Nhà xuất bản Văn học, 2002.
- Nguyễn Q. Thắng-Nguyễn Bá Thế, Từ điển nhân vật lịch sử Việt Nam. Nhà xuất bản Khoa học xã hội, 1992.
- Lương An, bài "Nguyễn Hữu Thận" in trong Danh nhân Bình Trị Thiên (Tập I). Nhà xuất bản Thuận Hóa, 1986.